# Anaulaciulus paludicola
Anaulaciulus paludicola är en mångfotingart som beskrevs av Pocock 1895. Anaulaciulus paludicola ingår i släktet Anaulaciulus och familjen kejsardubbelfotingar. Inga underarter finns listade i Catalogue of Life.